# 苏曼殊故居
苏曼殊故居位于中国广东省珠海市香洲区前山街道沥溪村苏家巷，是珠海名人苏曼殊的故居，建于清代。苏曼殊故居在1986年5月13日被列入珠海市文物保护单位，2008年11月18日列入第五批广东省文物保护单位。
苏曼殊故居是苏曼殊的祖父苏瑞文所建，面积仅40平方米左右，是土木结构的青砖平房。苏曼殊6岁到13岁之间回到故乡，在这里接受启蒙教育。2008年之前，珠海市政府曾两次组织对故居的维修。2008年7月，珠海市政府再次修缮了苏曼殊故居。